# Air City
Air City (hangul: 에어시티; rr: Eeositi) é uma série de televisão sul-coreana de 2007 estrelado por Lee Jung-jae, Choi Ji-woo, Lee Jin-wook e Moon Jung-hee. Foi ao ar na MBC de 19 de maio a 8 de junho de 2007, aos sábados e domingos às 21:40 (KST), totalizando 16 episódios. A série gira em torno do trabalho e do romance de quatro funcionários de um aeroporto, mostrando o funcionamento interno da indústria aérea.
Foi filmado quase inteiramente no Aeroporto Internacional de Incheon, e como pesquisa para o roteiro, quatro roteiristas entrevistaram mais de 200 funcionários desse aeroporto ao longo de um período de dois anos.

## Sinopse
Han Do-kyung (Choi Ji-woo) foi notada pelo diretor do Aeroporto de Incheon e aceitou de bom grado um terço do salário que recebia em Singapura para retornar à Coreia como chefe de operações do Aeroporto Internacional de Incheon. Ela é equilibrada, fala cinco idiomas diferentes e permanece calma e tranquila em todas as circunstâncias. No entanto, Do-kyung vive com as feridas emocionais causadas pelo afastamento de sua irmã, Yi-kyung (Lee Da-hee), que é piloto.
A imperturbabilidade de Do-kyung é testada quando ela conhece Kim Ji-sung (Lee Jung-jae), agente impetuoso do Serviço Nacional de Inteligência da Coreia do Sul. Agindo por instinto sempre que acha que a segurança nacional corre perigo, ele frequentemente quebra regras e irrita pessoas no trabalho, o que o coloca em contato constante, e às vezes em conflito, com Do-kyung. Depois de ser transferido para o aeroporto, ele conhece Seo Myung-woo (Moon Jung-hee), médica e sua ex-namorada, que agora trabalha na clínica do aeroporto, de quem ele se separou em dolorosamente.
Enquanto isso, outro funcionário do aeroporto apresentado é Kang Ha-joon (Lee Jin-wook), o amigo de infância de Do-kyung. Ha-joon é uma pessoa temperamental e possui o hábito de falar agressivamente devido à natureza de seu trabalho dentro da segurança do aeroporto, supervisionando milhares de câmeras de vigilância diariamente. Mas ele tem um ótimo relacionamento com todos os outros funcionários do aeroporto, até mesmo com os da limpeza, por causa de sua personalidade gentil. Conforme ele e Do-kyung renovam uma antiga amizade, ele se torna um grande amigo e fonte de apoio para ela. Os sentimentos dele por ela rapidamente se tornam românticos, apesar da questão de Do-kyung estar num cargo acima do seu no trabalho.
Mas o amor de Ha-joon não é correspondido, pois Ji-sung e Do-kyung, apesar de lutarem contra memórias dolorosas e dúvidas do passado, acabam se apaixonando.

## Elenco

### Principal
- Choi Ji-woo como Han Do-kyung[7]
- Lee Jung-jae como Kim Ji-sung[7]
- Lee Jin-wook como Kang Ha-joon[7]
- Moon Jung-hee como Seo Myung-woo[7]

### De apoio
- Park Tam-hee como Jang Nan-young[7]
- Lee Da-hee como Han Yi-kyung, irmã mais nova de Do-kyung[7]
- Park Hyo-joo como Im Ye-won[7]
- Kwon Hae-hyo como Min Byung-kwan, chefe de Do-kyung[7]
- Joo Sang-wook como Ahn Kang-hyun[7]
- Kim Jun-ho como Noh Tae-man[7]
- Kwon Young-jin como Kim Soo-chun[7]
- Jang Yong como Lee Jae-mu, chefe de Ji-sung[7]
- Choi Ran como Choi Jung-hee[7]
- Yoon Joo-sang como Chefe Uhm[7]
- Shin Shin-ae como Go Eun-ah[7]
- Jung Jin-moo como Min-wook[7]
- Lee Sang-yoon como Kim Jung-min, o primeiro amor de Do-kyung
- Yoon Jong-hee
- Marco
- Lee Seon-ho
- Kim Yong-hee
- Seo Beom-shik
- Choi Jong-yoon
- Yeo Ho-min

## Audiência
| Data       | Episódio | TNS Media Korea | TNS Media Korea |
| Data       | Episódio | Nacional        | Seul            |
| ---------- | -------- | --------------- | --------------- |
| 2007-05-19 | 1        | 12.7% (8º)      | 14.1% (7º)      |
| 2007-05-20 | 2        | 10.8% (14º)     | 11.9% (11º)     |
| 2007-05-26 | 3        | 11.4% (7º)      | 11.9% (6º)      |
| 2007-05-27 | 4        | 12.6% (8º)      | 13.8% (7º)      |
| 2007-06-02 | 5        | 10.4% (9º)      | 10.5% (9º)      |
| 2007-06-03 | 6        | 10.8% (14º)     | 11.7% (11º)     |
| 2007-06-09 | 7        | 10.0% (11º)     | 10.9% (8º)      |
| 2007-06-10 | 8        | 11.1% (10º)     | 11.9% (7º)      |
| 2007-06-16 | 9        | 9.5% (9º)       | 10.1% (8º)      |
| 2007-06-17 | 10       | 10.9% (14º)     | 11.3% (10º)     |
| 2007-06-23 | 11       | 8.7% (15º)      | 9.0% (16º)      |
| 2007-06-24 | 12       | 10.4%           | 11.0% (17º)     |
| 2007-06-30 | 13       | 9.9% (13º)      | 10.6% (11º)     |
| 2007-07-01 | 14       | 11.0% (19º)     | 11.6% (16º)     |
| 2007-07-07 | 15       | 9.9% (16º)      | 10.4% (13º)     |
| 2007-07-08 | 16       | 9.4%            | 10.1% (18º)     |
| Média      | Média    | 10.6%           | 11.3%           |

## Transmissão internacional
A produtora de entretenimento japonesa Dentsu Inc. comprou os direitos de transmissão da série por supostamente ¥200 milhões. Foi ao ar no canal a cabo WOWOW a partir de 26 de outubro de 2007.
Na Tailândia, o drama foi ao ar dublado em tailandês sob o título ปฏิบัติการรักเหินฟ้า (Patibutkan Rak Hernfha) na TV Modernine a partir de 14 de outubro de 2009.